# Goniodoris castanea
Goniodoris castanea é uma espécie de molusco pertencente à família Goniodorididae.
A autoridade científica da espécie é Alder & Hancock, tendo sido descrita no ano de 1845.
Trata-se de uma espécie presente no território português, incluindo a zona económica exclusiva.